# Muskiz
Muskiz är en kommun i Spanien. Den ligger i Biscayaprovinsen i den autonoma regionen Baskien i norra delen av landet, 300 km norr om huvudstaden Madrid. Antalet invånare är 7 361 (2024). Arean är 21,01 kvadratkilometer. Muskiz gränsar till Abanto Zierbena / Abanto y Ciérvana, Zierbena, San Pedro Galdames, Sopuerta och Castro-Urdiales. 